# 长湍郡
长湍郡（韓語：장단군）是朝鮮半岛京畿道西北端曾经存在过的一個郡，盛产豆类作物，目前处于南北分治状态，一半属于朝鲜开城特级市，另一半属于韩国京畿道的坡州市和漣川郡。

## 概要
高句麗時代被称为長浅城，新羅景德王时代被称長湍。高麗時代一度称湍州，李氏朝鮮時代一度改称臨湍和臨津，之后又恢复旧名長湍，并设立長湍都護府。1895年正式设立長湍郡，1906年開城郡的一部被并入長湍郡、同时長湍郡的一部被并入麻田郡（現在的漣川郡的西部）。
日本統治時代设立有京義線長湍站。1945年朝韩分治后被南北分断，朝鮮战争结束后确定了朝韩边界，长湍郡正好位于三八线上，约六成位于朝鲜，四成位于韩国。而且板门店也位于该郡。其中韩国控制的部分大部分属于民间人统制区域，几乎无人居住，只有在农耕期才会有军方允许的农民进入管理农田，所以该郡在韩国行政区划中有名无实。此后行政区域不断被坡州市和漣川郡蚕食，直到1972年12月28日全部被并入坡州市，长湍郡被废除。

## 年表
- 1906年 - 開城府的大南面和小南面被編入，長東面和江東面并入麻田郡。
- 1914年4月1日 - 長湍郡的一部分（長新面的一部分）被編入漣川郡。長湍郡由以下十个面组成。
  - 郡内面、津南面、津西面、江上面、大江面、長道面、長南面、津東面、大南面、小南面
- 1930年 - 津南面改名長湍面。
- 1945年8月15日 - 朝鲜半岛光复。该郡由美军管理。但大南面、江上面、大江面、小南面以及長道面、津西面、長南面的一部分由苏軍管理。
- 1945年11月 - 苏軍管理下的全部地区被并入黄海道長丰郡。
- 1945年11月4日 - 美軍管理下的行政区划調整（5面）。
  - 長道面、开丰郡嶺南面并入津西面。
- 1953年7月27日 - 朝鮮战争结束，長湍郡被指定为民間人統制区域，事实上失去行政機能。郡内面、津東面、長南面的全部（事实上有极少部分位于朝鲜境内）、長湍面的大部分、津西面、大江面、長道面的各一部分位于韓国政府的統治区域（津西面、大江面、長道面属于朝韩非军事区）。
- 1954年11月17日 - 收复地区臨時行政措置法实施，長湍郡的一部分編入漣川郡。
  - 江上面在韩国行政区划中被并入漣川郡旺澄面（实際上全域属于朝鮮）。
  - 大江面、長道面以及長南面的一部并入漣川郡百鶴面。
- 1963年1月1日 - 
  - 郡内面并入坡州郡臨津面。
  - 長南面并入漣川郡百鶴面。
- 1972年12月28日 - 長湍面、津東面、津西面并入坡州郡。韓国政府統治区域内的長湍郡正式被废除。
  - 以北五道委員会的名目上还存在長湍郡、并任命了名誉郡守。

## 韩国以北五道中的行政区划
長湍郡由十个面構成。
| 邑面   | 面積（㎢） | 里的数量 | 里                                                  | 备注                                               |
| ------ | ---------- | -------- | --------------------------------------------------- | -------------------------------------------------- |
| 長湍面 |            | 10       | 都羅山 東場 芦上 芦下 西場 井洞 德山 巨谷 石串 江井 | 被并入坡州市，長湍面西場里、德山里未收復。         |
| 郡内面 |            | 7        | 邑内 点元 芳木 亭子 白蓮 松山 造山                  | 被并入坡州市，長湍面西場里、德山里未收復。         |
| 津東面 |            | 5        | 下浦 東坡 瑞谷 哨 龍山                              | 被并入坡州市，長湍面西場里、德山里未收復。         |
| 津西面 |            | 8        | 訥木 芬芝 金陵 魚龙 景陵 田斋 仙跡 大院             | 金陵里、魚龙里被并入坡州市，魚龙里即板门店所在地。 |
| 長南面 |            | 5        | 高浪浦 元堂 伴程 板浮 自作                          | 被并入漣川郡                                       |
| 長道面 |            | 10       | 古邑 沙是 石柱院 中 上 下 梧陰 項洞 梅峴 杜梅       | 項洞里、梅峴里被并入漣川郡百鶴面。                   |
| 大江面 |            | 5        | 青廷 羅浮 浦春 禹勤 篤正                            | 浦春里被并入漣川郡百鶴面。                         |
| 江上面 |            | 7        | 九化 馬城 德積 葛雲 臨江 紫霞 率浪                  | 全部未收复，但在行政区划上被并入涟川郡旺澄面。     |
| 大南面 |            | 5        | 渭川 聖谷 石村 長佐 佳谷                            | 全部未收复。                                       |
| 小南面 |            | 5        | 有德 知琴 弘化 朴淵 斗谷                            | 全部未收复。                                       |